# 대전시 동구 갑
대전시 동구 갑은 대한민국의 옛 국회의원 선거구이다. 당시 충청남도 대전시 동구의 일부 지역을 관할했다.

## 역사
대한민국 제13대 국회의원 선거를 앞두고 선거구 제도가 중선거구제에서 소선거구제로 회귀함에 따라 대전시 동구 선거구 갑, 을로 분구되면서 신설되었다.
1989년 1월 1일을 기해 충청남도 대전시가 대전직할시로 승격되었다. 이에 대한민국 제14대 국회의원 선거를 앞두고 동구 갑 선거구로 개편되면서 폐지되었다.

## 역대 국회의원
| 선거   | 정당 | 정당         | 의원 |
| ------ | ---- | ------------ | ---- |
| 1988년 |      | 신민주공화당 | 김현 |

## 역대 선거 결과

### 대한민국 제13대 국회의원 선거
|  | 38.64% |

|  | 34.79% |

|  | 12.94% |

|  | 10.16% |

|  | 1.78% |

|  | 1.24% |

|  | 0.42% |